# Stade d'Akébé
Le Club Sportif Stade d'Akébé est un club gabonais de football basé à Libreville.
Le club évolue à plusieurs reprises en première division au cours des années 1990 et 2000.

## Histoire
Le Club (puis Cercle) Sportif du Stade d'Akébé a été créé en 1983 à Libreville par Placide ENGANDZAS qui occupera le poste de vice-président dans le tout premier comité directeur tandis que Jean-Paul EYEBE en sera le premier président. Pour le fondateur, "le Stade Akébé est le petit-fils de la Coupe Oloupi" (premier tournoi de football-vacances organisé au Gabon) car à ses débuts, le club était composé essentiellement des meilleurs joueurs d'Okondja révélés par cette compétition.
Le Stade Akébé dispute son premier match officiel à Owendo le 5 septembre 1983 contre l'équipe de Ndella Energie sur les installations de cette dernière au Stade Jean Violas du Centre des Métiers. Pour leurs débuts en Division d'Honneur, les stadistes viennent à bout du club de la SEEG (Société d'Energie et d'Eau du Gabon). Le score est de 3 buts à 1. Cette victoire historique est marquée du sceau du talent du maestro Célestin NGOKOUBA alias MAGEM ou OPUKU NTI, premier buteur de l'histoire du club. Les autres buteurs sont BEN BAK MBAKOGHO et....Placide ENGANDZAS qui cumule alors les fonctions de vice-président et de manager général de l'équipe.
Le Stade Akébé accède la saison suivante à la Division 2. Sous le coaching d'Ambroise ONDELE, il ne va pas tarder à donner de la consistance à un palmarès déjà enviable pour une équipe aussi précoce. Ce qui ne manque pas de susciter des intrigues pour entraver la marche d'Akébé; le Stade Akébé sera privé ainsi par deux fois de la montée en Division 1 alors qu'il avait obtenu ce droit sur le terrain: en 1985-86 Akébé est champion de D2 mais c'est l'équipe d'ACAL (Athlétique Club Ayina de Libreville) qui monte; en 1986-87, Akébé est de nouveau champion de D2 mais c'est le VC Mangoungou, le club de la Police (que dirige à l'époque un certain Jean-Boniface ASSELE, par ailleurs président-fondateur de l'USM) qui rejoindra l'élite; cette année-là, Akébé réalise le doublé en remportant aussi la coupe de la Ligue de l'Estuaire à Ntoum. C'est Patrice NDJOUMBALOUMBOU qui recevra le trophée au nom d'Akébé. De 1987 à 1991, la démobilisation est totale au sein du club à la suite du départ en France de son fondateur Placide ENGANDZAS.
A son retour des bords de la Seine, Placide ENGANDZAS ravive la flamme stadiste et en 1992, le Stade Akébé écrit une nouvelle et belle page de son histoire en accédant à la Division 1. Cinq ans plus tard, ENGANDZAS est élu pour présider aux destinées du football gabonais à la tête de la FEGAFOOT. Fidèle LEBONDO AMBALY prend alors sa succession avec pour mission de continuer l'oeuvre accomplie. Depuis lors, le club a su se maintenir dans l'élite du football gabonais. Et affiche désormais sans complexe son ambition d'en devenir un club majeur.
Certains noms resteront associés pour l'éternité aux plus belles heures du Stade Akébé. Pour ce qui est des dirigeants, les noms d'ENGANDZAS, EYEBE, Jean-Pierre AWASSI, Samuel MBONG, OYOUGOU ou encore timothée NDOUNA restent gravés dans les mémoires. Tout autant que celui de Célestin NGOKOUBA "MAGEM"; en 1983 il est l'âme de l'équipe et tous les succès du Stade Akébé porteront la marque de son exceptionnel talent de buteur et de leader. Il faudra aussi retenir les noms de BEN BAK MBAKOGHO, Abel OMBANGOU.....
Le Stade Akébé a eu, dès ses débuts, une politique d'ouverture aux autres talents du continent africain, en s'inspirant notamment du club congolais de Kotoko de Mfoa. Son premier entraîneur sera d'ailleurs le congolais Jean-Clotaire EPENDE (paix à son âme). Sa nomination intervint peu de temps après le match inaugural contre Ndella. Et le Stade Akébé continua de voler de succès en succès. Au rayon des joueurs, le passage de Marvis DJIBOTA fut très remarqué. Buteur hors-pair des Diables Rouges, il avait été élu dans l'équipe-type de la CAN 92 devant un certain Rashidi YEKINI, ce qui permet de mesurer la valeur du joueur. Le Ghanéen Ibrahim Ali porta lui aussi avec abnégation, talent et réussite le maillot jaune et noir avant de briller en Europe et d'être appelés chez les Black Stars pour la CAN 96. Un autre Ghanéen a lui fait presque toute sa carrière dans la maison jaune et noir: Habib ALIOU NABA est un des meilleurs joueurs de l'histoire du Club dont il a été l'entraîneur et le Directeur technique.
L'histoire du Stade Akébé continue. Et sera sans doute encore plus belle dans les années à venir. Aujourd'hui, une génération de joueurs talentueux arrivés à maturité et des dirigeants ambitieux autorisent le club à fonder des rêves de conquête et de gloire nationale et continentale.
Le club se classe quatrième du championnat du Gabon lors de la saison 2004, avec sept victoires, quatre nuls et quatre défaites.

## Palmarès
Le palmarès du Stade Akébé est riche de quelques trophées:
- Champion de Division 2 (1986, 1987)
- Vainqueur de la coupe de la Ligue de L'Estuaire (1987)
- 1/2 finaliste coupe Owanlélé (1992) 
- 1/4 finaliste coupe du Gabon (2003)
- 4è du championnat de D1 (2004) 1/2 finaliste coupe du Gabon (2004)